# سيرجيو اندرولي
سيرجيو اندرولي (بالإيطالية: Sergio Andreoli)‏ لاعب كرة قدم ايطالي في مركز الدفاع (ولد في 3 مايو 1922 في كابرانيكا) و هو من ابرز نجوم نادي روما في حقبة الاربعينات من القرن العشرين، حيث فاز النادي بالدوري الإيطالي لأول مرة موسم 1941-1942 . بعد عقد من التراتيب الجيدة تقريباً، حقق مفاجأة بتحقيق أول لقب للدوري في 14 حزيران يونيو 1942 بالفوز على مودينا 2-0 في الملعب الوطني (فلامينيو حالياً). ولم يتوقع حتى رئيس النادي إدغاردو باتسيني فوز روما باللقب : فقد كان ترتيب الفريق في الموسم السابق الحادي عشر. كان نجم الموسم بتسجيله 18 هدفاً الشاب : أميديو أماداي. لأول مرة في تاريخ كرة القدم الإيطالية يحقق اللقب فريق من وسط إيطاليا، جنوب وادي بو.